# Trebendorfer Tiergarten
Trebendorfer Tiergarten este o arie protejată (arie specială de conservare — SAC, sit de importanță comunitară — SCI) din Germania întinsă pe o suprafață de 196 ha, integral pe uscat.

## Localizare
Centrul sitului Trebendorfer Tiergarten este situat la coordonatele 51°30′53″N 14°35′23″E / 51.5147°N 14.5897°E.

## Înființare
Situl Trebendorfer Tiergarten a fost declarat sit de importanță comunitară în iunie 2002 pentru a proteja 2 specii de animale. Situl a fost protejat și ca arie specială de conservare în aprilie 2011.

## Biodiversitate
Situată în ecoregiunea continentală, aria protejată conține 5 habitate naturale: Ape stătătoare oligotrofe până la mezotrofe, cu vegetație de Littorelletea uniflorae și/sau de Isoëto-Nanojuncetea, Lacuri și iazuri distrofice naturale, Fânețe de joasă altitudine (Alopecurus pratensis, Sanguisorba officinalis), Păduri acidofile de stejar bătrân cu Quercus robur pe câmpii nisipoase, Mlaștini împădurite.
La baza desemnării sitului se află mai multe specii protejate:
- mamifere (1): liliac comun (Myotis myotis)
- nevertebrate (1): rădașcă (Lucanus cervus)